# 倪鶚
倪鶚（1482年—？），字子薦，號鳳崗，直隸寧國府涇縣人，民籍，明朝政治人物。

## 生平
弘治十四年（1501年）辛酉科應天府鄉試第八十一名舉人。正德十二年（1517年）中式丁丑科會試第一百九十七名，登第三甲第一百四十六名進士。礼部观政，授江陵县知县，改江西弋阳县知县，升南京户部主事，历员外、郎中，出为贵州都匀府知府，卒于官。

## 家族
曾祖倪金；祖父倪肅；父倪繼，曾任義官。母徐氏。具庆下。兄倪鳌。弟明、文、鉉、珊、弘、琚。